# Сиссе, Амаду
Амаду Бубакар Сиссе (фр. Amadou Boubacar Cissé; род. 29 июня 1948, Ниамей, Нигер) — нигерский государственный и политический деятель, инженер-строитель и управляющий банком. Премьер-министр Нигера с 8 по 21 февраля 1995 года и с 21 декабря 1996 года по 27 ноября 1997 года. С 1999 года возглавляет политическую партию «Союз за демократию и республику» (СДР-Таббат). Государственный министр планирования, землепользования и общинного развития Нигера в 2011—2015 годах.

## Политическая карьера
Сиссе родился в Ниамее и является представителем народа фульбе. В 1982 году начал работать во Всемирном банке, сначала в Нигере, с 1983 года — в Вашингтоне, США. Во Всемирном банке он отвечал за операции банка в Центральной Африке, занимаясь программами структурной перестройки и координацией внешней помощи для стран этого региона.
По результатам парламентских выборов в январе 1995 года победу одержали партии «Национальное движение за общество развития» (НДОР) и «Партия за демократию и социализм Нигера», сформировавшие парламентский блок, и парламентское большинство составили оппоненты президента Маханана Усмана. Вместо того чтобы представить Усману три кандидатуры, из которых он выбрал бы премьер-министра, парламентское большинство выдвинуло Хама Амаду в качестве единственного кандидата. Усман отклонил эту кандидатуру и назначил премьер-министром Сиссе. Как и Хама Амаду, он был членом НДОР, однако его назначение категорически отвергалось парламентским большинством, и НДОР немедленно исключила Сиссе из партии за занятие должности. Через две недели Усман назначил премьер-министром Хама Амаду вместо Сиссе, которому 20 февраля был выражен вотум недоверия; 43 депутата поддержали предложение о вотуме недоверия, 40 выступили против. Противники предложения заявили, что оно является неконституционным, поскольку Сиссе ещё не сформировал правительство.
После государственного переворота против Усмана в январе 1996 года, который возглавил Ибрагим Баре Маинассара, в августе того же года Сиссе был назначен Государственным министром экономики, финансов и планирования. 21 декабря 1996 года он снова был назначен премьер-министром. 20 августа 1997 года на национальном съезде партии Сиссе был назначен заместителем председателя правящей партии «Объединение за демократию и прогресс» (ОДП). 24 ноября 1997 года Маинассара направил правительство Сиссе в отставку и назначил премьер-министром Ибрагима Хассана Маяки вместо Сиссе.
После убийства Маинассары в апреле 1999 года Сиссе объявил о намерении участвовать в президентских выборах в октябре 1999 года, за что 18 июля 1999 года был исключён из ОДП председателем партии Хамидом Альгабидом. В штаб-квартире ОДП начались драки между сторонниками и противниками Сиссе, что потребовало вмешательства со стороны полиции. 1 августа фракция Сиссе выдвинула его кандидатом в президенты, и он стал первым объявленным кандидатом на выборах. Другая фракция партии поддержала кандидатуру Альгабида. Вопрос о том, кто из двоих может баллотироваться в качестве кандидата от ОДП, подлежал рассмотрению в суде. 3 сентября суд принял кандидатуру Альгабида и отклонил кандидатуру Сиссе. 12 сентября Сиссе основал новую партию — «Союз за демократию и республику», отделившись от «Объединения за демократию и прогресс».

### События после 2009 года
Сиссе занимал видное место в оппозиции к недолго просуществовавшей 6-й республике (2009—2010), президентом которой был Мамаду Танджа. Сиссе был назначен главой делегации многопартийного оппозиционного фронта CFDR во время кризисных переговоров с правительством при посредничестве ЭКОВАС. Ожидалось, что его партия «Союз за демократию и республику» будет участвовать в президентских и парламентских выборах 2011 года.
После победы Махамаду Иссуфу на президентских выборах 2011 года и его вступления в должность 7 апреля 21 апреля того же года Сиссе был назначен на должность Государственного министра планирования, землепользования и общинного развития, которую занимал до сентября 2015 года.